# Вейсоя
Вейсоя — река в России, протекает по Суоярвскому району Карелии. Протекает через озеро Мидролампи. Устье реки находится в 1 км по левому берегу реки Ирста, северо-восточнее посёлка Найстенъярви. Длина реки составляет 10 км.

## Данные водного реестра
По данным государственного водного реестра России относится к Балтийскому бассейновому округу, водохозяйственный участок реки — Шуя, речной подбассейн реки — Свирь (включая реки бассейна Онежского озера). Относится к речному бассейну реки Нева (включая бассейны рек Онежского и Ладожского озера).
Код объекта в государственном водном реестре — 01040100112102000014349.